# 阮文郎
阮文郎（越南语：／；？—1513年）是越南後黎朝時期的一位大臣。
阮文郎是清化宋山人，為爽國公阮文𠐔的兒子，他與長樂皇太后阮氏恒有親戚關係。根據《大越史記全書》的說法，阮文郎「精通兵法，善觀天時，力能捕虎。」
阮文郎初封義郡公。1509年，因威穆帝寵倖外戚姜种，阮文郎被罷官逐回老家。阮文郎便在清化三府舉兵，鎮守神符海口。當時簡修公黎瀠被威穆帝關在監獄裡，以賄賂守卒的方式逃脫，前去投奔阮文郎，阮文郎奉之為盟主。阮文郎發檄，歷數威穆帝的暴政，不久便率兵攻入東都，殺威穆帝，擁立簡修公登大位，是為襄翼帝。因擁立有功，阮文郎進封義國公，其子阮弘裕封安和侯。
1511年，襄翼帝聽說東方有天子氣，派阮文郎往塗山厭之。同年陳珣作亂，攻打東都。阮文郎欲讓襄翼帝避走清化。美惠侯鄭惟㦃率三十餘人突襲敵營，刺殺陳珣，使得局勢得到逆轉。阮文郎率大軍大敗叛軍。鄭惟㦃因此得到襄翼帝的重用，也受到阮文郎的忌恨。
1513年，阮文郎病卒，追贈義勳王，使用王者禮儀下葬，鑄金為像。
1516年，阮弘裕被逐出東都，逃往清化。陳真以黎昭宗的名義，派阮公度、莫登庸前往追擊，途經阮文郎墓，開棺將其斬首。